# Pryč od Říma!

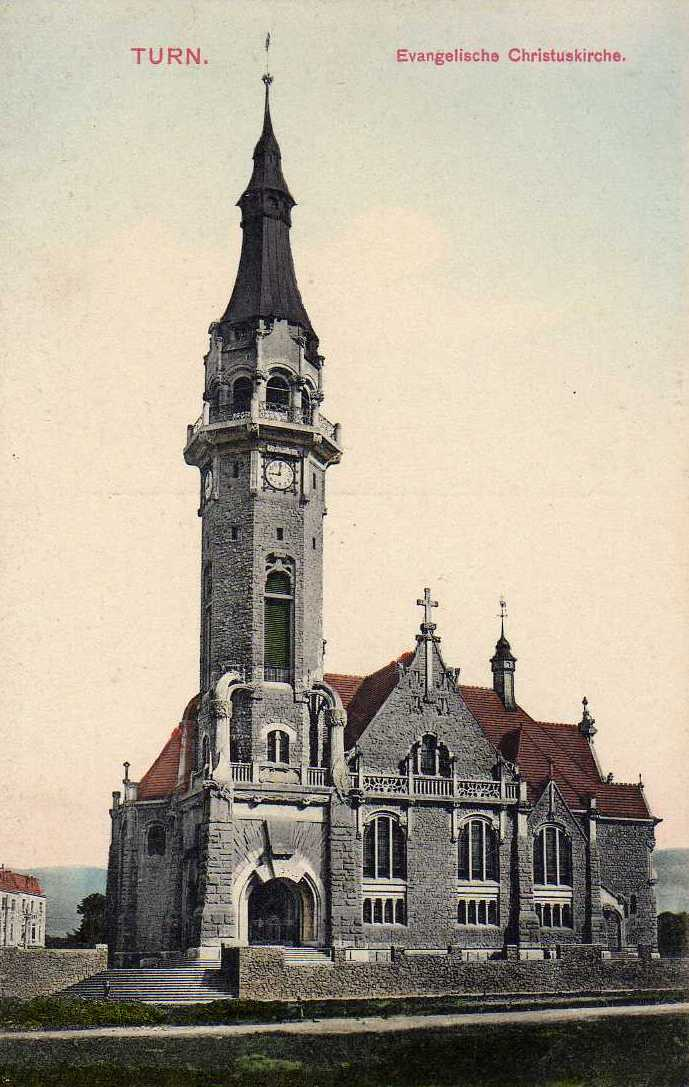
Evangelický kostel v Trnovanech (dnes součást Teplic), který vznikl v rámci přechodu místního německého obyvatelstva k evangelickému vyznání

Pryč od Říma! (německy Los von Rom) bylo náboženské hnutí založené kolem roku 1900 v Rakousku politikem Georgem von Schönererem, jehož cílem bylo obrácení veškerého římskokatolického německy mluvícího obyvatelstva Rakouska k luteránskému protestantismu nebo ke starokatolickým církvím. Vzniklo v době Kulturkampfu, který se odehrával v císařském Německu. V českých zemí se tento trend projevil v rámci přestupového hnutí. Slogan „Pryč od Říma“ vymyslel Schönererův stoupenec Theodor Georg Rakus, student medicíny, z něhož se později stal lékař a královský švédský vicekonzul v Salcburku.

## Pozadí: Velkoněmecké a německé národní ideje
Od dob habsburské protireformace bylo Rakousko téměř výhradně římskokatolickou zemí. Protestanti tvořili pouze menšinu. Teprve tolerančním patentem císaře Josefem II. v roce 1781 byl výkon náboženství opět umožněn reformovaným křesťanům a luteránům. Po vzniku Německé říše v roce 1871, která se zformovala jako "maloněmecká koncepce", tedy sjednocení Německa pod kontrolou Pruska bez Rakouska, zůstalo mnoho obyvatel Rakousko-Uherska nadále oddáno „velkoněmeckým myšlenkám“. Němečtí nacionalisté usilovali o těsné politické spojení s Německou říší a částečně se snažili i o úplné zrušení habsburské monarchie a připojení německy hovořících území k Německé říši. Jedním z předních zastánců tohoto politického směru byl Georg von Schönerer. V Lineckém programu z roku 1882 němečtí nacionalisté zavedli heslo „ne liberální, ne klerikální, ale národní“ a postavili se proti Židům a také proti politickému a společenskému vlivu římskokatolické církve.

## Začátek: Badeniho jazyková nařízení
| Rok    | Přechody mezi denominacemi | Přechody mezi denominacemi   |
| Rok    | z katolické na evangelické | z evangelického na katolické |
| ------ | -------------------------- | ---------------------------- |
| 1899   | 06.047                     | 0.675                        |
| 1900   | 04.699                     | 0.705                        |
| 1901   | 06.299                     | 0.830                        |
| 1902   | 04.247                     | 0.928                        |
| Celkem | 21.292                     | 3.138                        |

V roce 1897 byla uzákoněna jazyková nařízení vydaná rakouským ministerským předsedou Badenim. Dekrety nařizovaly, aby úředníci Země Koruny české vždy uměli německy i česky. Proti těmto dekretům se vehementně stavěla skupina německých nacionalistů („Deutschnationale“), ale z velké části je podporovala Rakouská katolická lidová strana („Katholische Volkspartei “), stejně jako řada českých katolických duchovních. V reakci na to nacionalisté propagovali opoziční hnutí, které volalo po odtržení od katolicismu a odporu vůči jeho „cizímu“ vlivu. Schönererovo heslo „Ohne Juda, ohne Rom wird gebaut Germanias Dom“ („Bez židovství, bez Říma bude postaven chrám Germanie “) ukazuje typické spojení antikatolicismu s xenofobií. Na shromáždění německých nacionalistů ve Vídni, takzvaném „Německém národním kongresu“ („Deutscher Volkstag“), nacionalisté vyzvali obyvatelstvo, aby opustilo katolickou církev. Schönerer a skupina jeho stoupenců vytvořil heslo „Pryč od Říma!" („Los von Rom!“).
Konverzní hnutí bylo do roku 1905 podporováno protestantskými organizacemi z Německa, zejména „Spolkem Gustava Adolfa“ („Gustav-Adolf-Verein“) a protestantskou federací („Evangelischer Bund“). Mezi lednem 1898 a březnem 1900 opustilo katolickou církev 10 000 Rakušanů. Před vypuknutím 1. světové války v roce 1914 bylo registrováno více než 65 000 lidí, kteří se hlásili k protestantské církvi, a více než 20 000 lidí, kteří se hlásili ke starokatolické církvi. V důsledku toho vzniklo mnoho nových protestantských sborů. Nicméně ne všechny konverze lze považovat za výsledek hnutí „Pryč od Říma“. Mnoho z nich bylo způsobeno všeobecnou nespokojeností s římskokatolickou církví, která byla do značné míry vnímána jako antiliberální a antiprogresivní. Katolická církev nejprve reagovala zdrženlivě, ale od roku 1902 byly podniknuty rozsáhlé tiskové kampaně a přijata administrativní opatření s cílem zpomalit konverzní hnutí.
V důsledku hnutí „Pryč od Říma“ se dostaly protestantské církve v Rakousku do značné míry pod vliv německých nacionalistů. Mnoho rakouských protestantů již bylo ovlivněno protestantským Pruskem, které ovládalo Německé císařství („Deutsches Reich“), a ztotožnění německého protestantismu s německým nacionalismem (na rozdíl od relativně pluralitní politiky katolické habsburské monarchie) mělo sklon pro-pruskou tendenci ještě posílit.

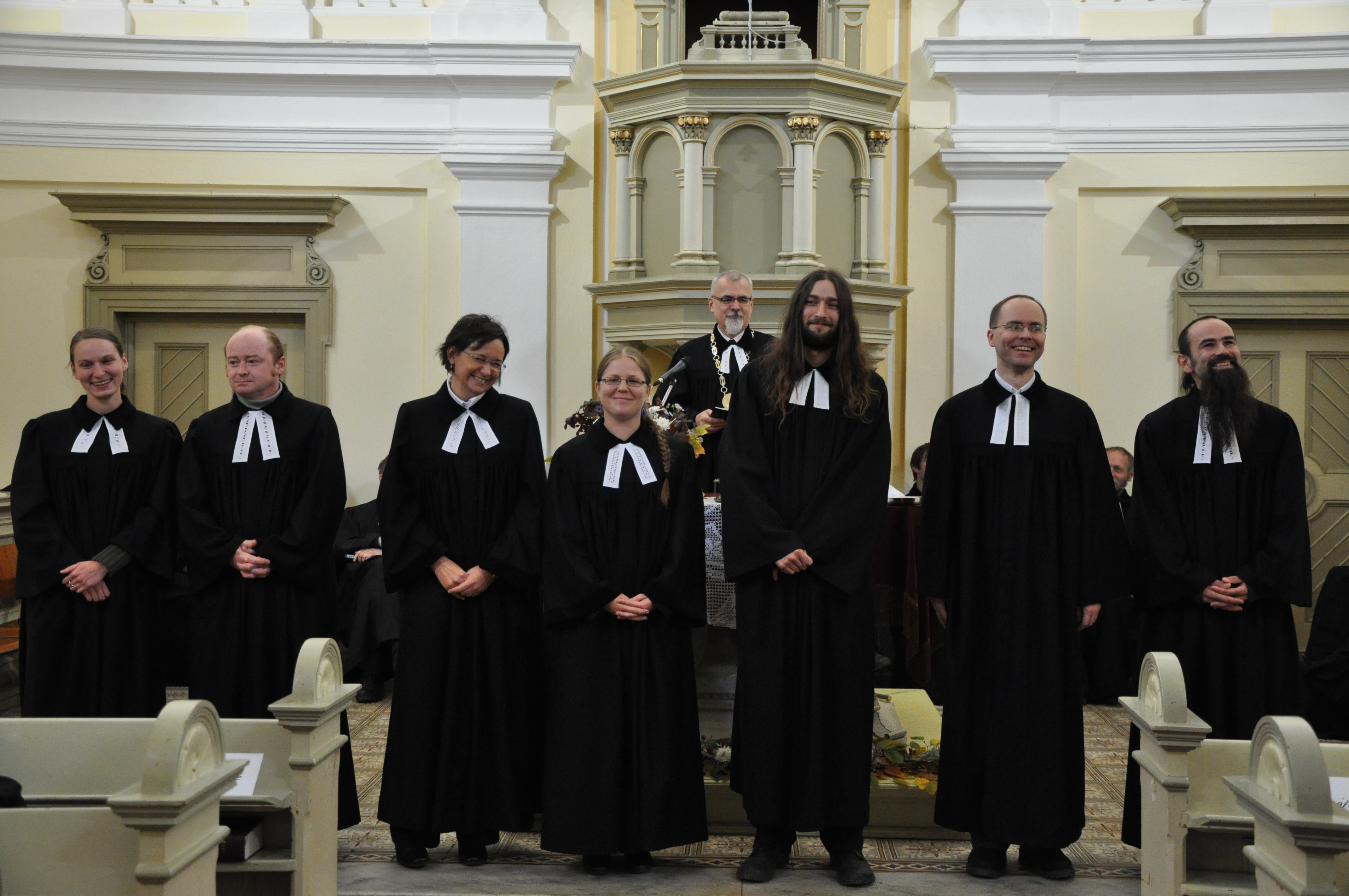
Faráři v evangelickém taláru po vzoru pruských úředníků

## Evangelický talár jako symbol
Jako symbol odklonu od Říma a snah o poněmčení protestantské církve může být chápana i podoba evangelických talárů, které jsou používány také českými evangelíky. Jedná se o poměrně prostý černý liturgický oděv s bílými tabulkami. Ten do církevního prostředí přinesl svými výnosy pruský král Fridrich Vilém III. ještě před vznikem hnutí Pryč od Říma!. Sjednotil tak taláry používané pruskými úředníky s taláry evangelických duchovních, čímž symbolicky utvrdil státní dominanci nad církví a odlišil ji od církve katolické.